# Youbo de Cao
Youbo de Cao (曹幽伯) (? - 826 aC) va ser el setè governant de l'estat vassall de Cao durant la Dinastia Zhou Occidental xinesa (1046 – 770 aC). Nascut com Jī Jiāng (姬疆), va ser el fill de Xiaobo de Cao (曹孝伯) i el germà menor de Yibo de Cao (曹夷伯).
Youbo de Cao va ser assassinat pel seu germà menor Daibo de Cao (曹戴伯) en 826 aC després de nou anys de regnat.